# Colobothea distincta
Colobothea distincta là một loài bọ cánh cứng trong họ Cerambycidae.